# 107 f.Kr.

## Händelser

### Efter plats

#### Romerska republiken
- Efter att ha reformerat den romerska armén anländer Gaius Marius till Nordafrika, för att leda kriget mot Jugurtha.

#### Judeen
- Staden Samaria (hebreiska Shomron) erövras av Johannes Hyrkanos I.

#### Krimhalvön
- Saumachos gör uppror mot Mithridates VI i kungariket Bosporen.